# مونیکا ماکسول
مونیکا ماکسول (انگلیسی: Monica Maxwell؛ زادهٔ ۲۱ دسامبر ۱۹۷۶) بازیکن بسکتبال اهل ایالات متحده آمریکا است.
وی در مسابقات کشوری و بین‌المللی در مجموع برندهٔ ۱ مدال نقره شده‌است.